# Demolition
A Demolition a brit Judas Priest tizennegyedik nagylemeze, mely 2001-ben jelent meg. Elődjéhez hasonlóan langyos fogadtatásban részesült. A címadó dal maxin is megjelent. Érdekesség, hogy a Subterfuge című számban Chris Tsangarides is a szerzők között szerepel, aki a Painkiller album producere volt. A Cyberface-ben pedig Scott Travis szerepel a szerzők között.

## Számlista
A dalokat  K. K. Downing és Glenn Tipton írta, kivéve ahol fel van tüntetve.
1. "Machine Man" 		(Tipton) – 5:35
2. "One on One" 		– 6:44
3. "Hell Is Home" 	– 6:18
4. "Jekyll and Hyde" 	(Tipton) – 3:19
5. "Close to You" 	– 4:28
6. "Devil Digger" 	(Tipton) – 4:45
7. "Bloodsuckers" 	– 6:18
8. "In Between" 		(Tipton) – 5:41
9. "Feed on Me" 		(Tipton) – 5:28
10. "Subterfuge" 		(Tipton, Chris Tsangarides) – 5:12
11. "Lost and Found" 	– 4:57
12. "Cyberface" 		(Tipton, Scott Travis) – 6:45
13. "Metal Messiah" 	(Tipton, Tsangarides) – 5:14

### Bónusz a japán verzión
- "What's My Name" (Tim „Ripper” Owens, Downing, Tipton) – 3:45

### Bónuszok a Digipak verzión
- "Rapid Fire" (Rob Halford, Downing, Tipton; újrafelvett verzió) – 3:53
- "The Green Manalishi" (Peter Green; újrafelvett verzió) – 4:09

### Bónuszok az ausztrál verzión
- "What's My Name" (Owens, Downing, Tipton) – 3:45
- "Rapid Fire" (Rob Halford, Downing, Tipton; újrafelvett verzió) – 3:53
- "The Green Manalishi" (Green; újrafelvett verzió) – 4:09

## Zenészek
- Tim „Ripper” Owens: ének
- K. K. Downing: gitár
- Glenn Tipton: gitár
- Ian Hill: basszusgitár
- Scott Travis – dob

és Don Airey billentyűs hangszereken működik közre.